# JFE技研
JFE技研株式会社（ジェイエフイーぎけん）は、JFEホールディングス傘下の企業。同じくJFEホールディングス傘下のJFEスチール、JFEエンジニアリングに共通する技術や重点・成長分野プロジェクトの研究開発を行う。

## 事業部
- 計測制御研究部
- 機械研究部
- 土木・建築研究部
- 数値解析研究部
- アクア・バイオ・ケミカル研究部
- エネルギー環境システム研究部